# Vacances scolaires

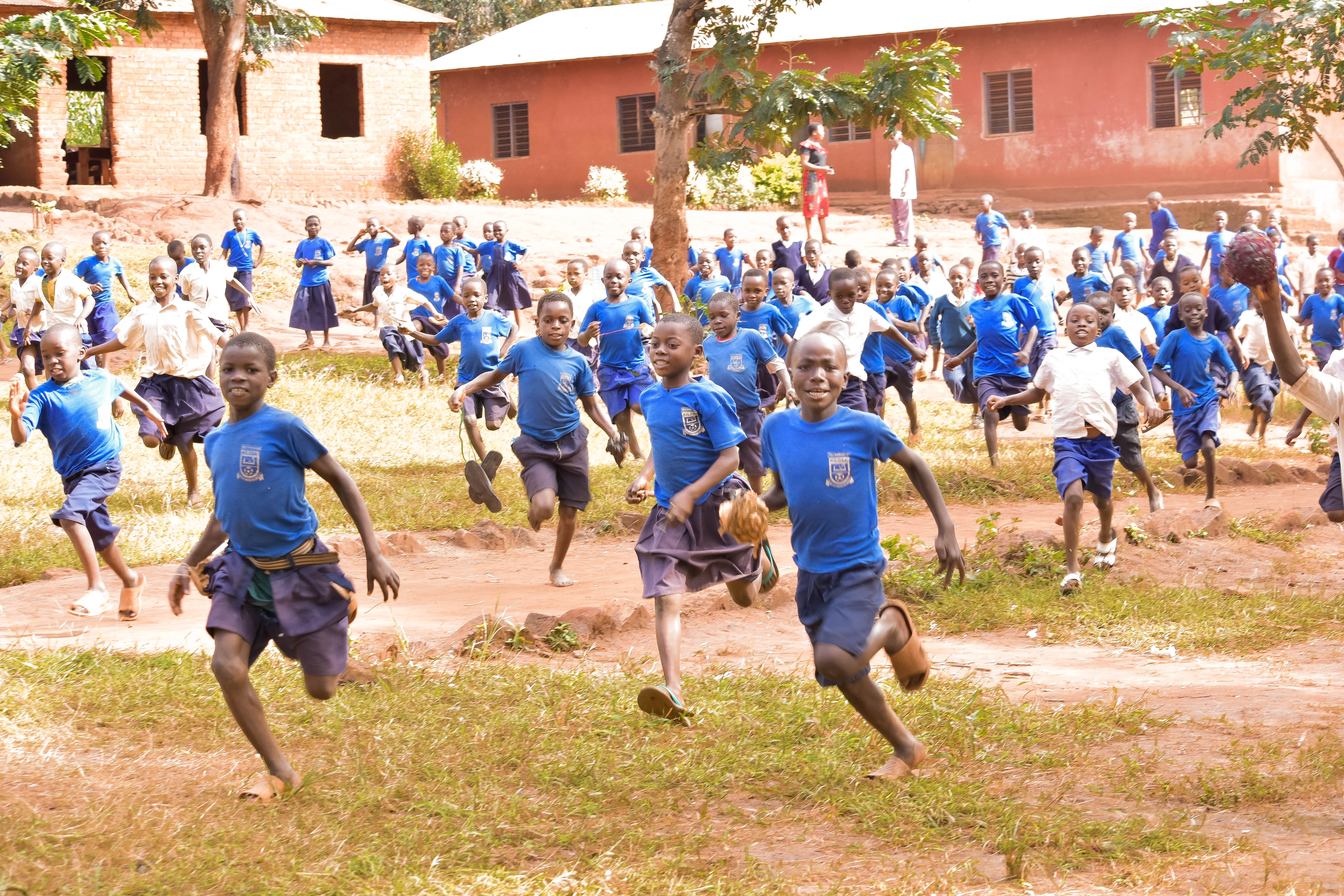
Départ en vacances dans une école de Tanzanie.

Les vacances scolaires sont les périodes durant lesquelles les établissements scolaires sont fermés, à l'exception des périodes hebdomadaires comme les week-ends. Les dates et les durées de ces périodes varient considérablement à travers le monde.
Les vacances scolaires sont beaucoup plus courtes que les grandes vacances. Leur durée va d'une semaine à deux ou trois semaines selon les pays. Elles marquent des pauses pendant l'année, à la Toussaint, à Noël et au mois de février-mars. Dans la plupart des pays, il y a également des vacances pendant la période de Pâques (avril-mai).

## Aspects économiques
Les vacances scolaires ont une influence sur la vie économique, notamment parce que de nombreux adultes prennent congé durant ces périodes pour être avec leurs enfants. Ce choix entraîne une hausse des prix dans le secteur du tourisme comme les prix du transport et de l'hôtelier ainsi qu'un changement du trafic routier avec une circulation urbaine moins dense et extra-urbaine plus dense, en particulier le réseau autoroutier. Cette congestion routière a poussé certains pays à différer les vacances par régions, à l'instar des Pays-Bas où il y a une tradition de partir en voyage en voiture.
Les étudiants à partir d'un certain âge peuvent dans de nombreux pays exercer une activité économique rémunérée durant les vacances scolaires.

## Vacances scolaires dans le monde

### Allemagne

Zones pour les vacances scolaires d’été en Allemagne.

En Allemagne, les vacances scolaires sont coordonnées entre les Länder par la conférence permanente des ministres de l'Éducation des Länder. Depuis 1964, les vacances scolaires comprennent au total 75 jours ouvrables, dont 12 samedis.
Les vacances scolaires en Allemagne sont généralement composées, selon les Länder, de :
- vacances d’automne : une ou deux semaines en octobre ou novembre
- vacances de Noël : une ou deux semaines entre Noël et le Jour de l'an ou l’Épiphanie
- vacances d’hiver : quelques jours à deux semaines, comprenant le Rosenmontag et le Mardi gras
- vacances de Pâques : une à trois semaines, englobant la Semaine sainte et Pâques
- vacances de Pentecôte : certains États octroient quelques jours de vacances pour la Pentecôte et l’Ascension
- vacances d’été : six ou sept semaines, entre mi-juin et mi-septembre, avec un roulement des 5 zones de vacances scolaires chaque année pour les États

### Belgique
Depuis l’année solaire 2022-2023, les vacances scolaires sont décalées pour les écoles de la Communauté française par rapport à celles des communautés germanophone et flamande, avec un allongement de l’année scolaire ainsi que des congés de Toussaint et de Carnaval durant deux semaines.

### États-Unis
Aux États-Unis, il y a généralement 180 jours d'école par année (bien que les années scolaires soient souvent plus courtes au niveau universitaire). Les écoles privées ont tendance à avoir des cours pendant 170 jours par année, mais parfois elles ont plus ou moins de jours.
Le système scolaire dépend de chaque secteur scolaire, très nombreux dans chaque État, et non pas de l'État fédéral. Ainsi, les programmes scolaires et les vacances scolaires varient d'un secteur scolaire à l'autre. Ces vacances sont négociées par les syndicats d'enseignants avec la gérance du secteur scolaire. Comme en Europe, la plupart des écoliers, lycéens et étudiants ont des vacances d'été en juillet et août. Néanmoins, dans certains secteurs, ces vacances débutent fin mai et durent jusqu'à début août. Cette période est complétée dans l'année par des congés courts (breaks), et d'une semaine autour de Pâques (spring break).

### France
En 2015, malgré la réforme des rythmes scolaires qui a fait passer le nombre de jours d’école de 144 à 162, la France reste le pays où les enfants ont le nombre de jours de classe le plus faible, tandis que dans les autres pays les enfants bénéficient en moyenne de 185 jours. La France est ainsi un des pays où le nombre de jours à l’école est le moins élevé, mais avec des journées relativement longues,.

#### France métropolitaine (hors Corse)

Zones pour les vacances scolaires en France depuis l'année scolaire 2015-2016.

Depuis l'année scolaire 1964/1965, les académies sont réparties en zones dont le calendrier scolaire diffère. Depuis, cette répartition a varié :
- deux zones de 1964 à 1970,
- une zone unique en 1970/1971,
- trois zones de 1971 à 1980,
- calendrier fixé par académie en 1980/1981 et 1981/1982,
- trois zones de 1982 à 1986,
- deux zones en 1986/1987,
- trois zones en 1987/1988, en 1988/1989 et 1989/1990,
- deux zones en 1990/1991,
- trois zones depuis l'année 1991/1992.

Les zones sont choisies de manière que le nombre d'étudiants de chaque zone soit à peu près équivalent : l'objectif de ce découpage est de permettre d’allonger les périodes de vacances d’hiver et de printemps sur quatre semaines, pour favoriser les activités touristiques liées aux sports d'hiver,.
La dernière répartition des académies en zones a été effectué après la fusion des régions de 2016 soit :
- Zone A : académies de Besançon, Bordeaux, Clermont-Ferrand, Dijon, Grenoble, Limoges, Lyon Poitiers.
- Zone B : académies d'Aix-Marseille, Amiens, Lille, Nancy-Metz, Nantes, Nice, Normandie, Orléans-Tours, Reims, Rennes Strasbourg.
- Zone C :  académies de Créteil, Montpellier, Paris, Toulouse, Versailles.

Les vacances scolaires commencent généralement le vendredi soir ou le samedi matin après les cours et se terminent deux semaines plus tard le lundi matin à la reprise des cours. Elles comportent :
- les vacances de la Toussaint (ou d'automne) : en 2012, revenues à deux semaines, les vacances de Toussaint sont généralement situées à la fin du mois d'octobre et au début du mois de novembre. Elles duraient une semaine et demie entre 1981 et 1996 et entre 2003 et 2011, et une semaine entre 1997 et 2002[11].
- les vacances de Noël (ou de fin d'année) : d'une durée de deux semaines et également communes à toutes les zones. Elles englobent les fêtes de Noël et du jour de l'an et laissent quelques jours de récupération au début du mois de janvier.
- les vacances de Mardi-gras[12] (ou d'hiver) : situées au mois de février jusqu'à mars. Elles sont divisées en zones et durent deux semaines.
- les vacances de Pâques[12] (ou de printemps) : dernières vacances de l'année scolaire, elles sont également divisées en zones et durent deux semaines.

Entre 1977 et 1990, existait une journée de congé supplémentaire désignée sous le nom de « journée du maire », dont la date était fixée à la demande du maire de la commune, par le recteur d'académie. Celle-ci servait notamment à accompagner, en dehors des congés scolaires et jours férié légaux, des festivités et commémorations organisées par la commune. Par exemple à Oradour-sur-Glane, la journée du maire tombait le 10 juin, en souvenir évidemment du massacre du 10 juin 1944.

#### Corse et outre-mer
Les vacances scolaires et même plus généralement le calendrier scolaire peuvent beaucoup différer en outre-mer : jours de congés supplémentaires, programmes moins chargés mais vacances plus courtes, etc.
Le recteur d'académie a la responsabilité de définir, par voie d'arrêté et pour une période de trois ans, le calendrier scolaire de son académie. Celui-ci tient compte notamment des particularités locales de sa région afin d'élaborer le calendrier scolaire le plus adapté.
Par exemple, l'année scolaire en Nouvelle-Calédonie et Wallis-et-Futuna se déroule de mi-février à mi-décembre de sorte que la plus longue période de vacances corresponde bien à l'été austral.
Bien que la Corse fasse partie de la France métropolitaine, les dates des vacances scolaires y sont décidées par le recteur d'académie, comme pour l'outre-mer.

### Grèce
En Grèce, il y a trois vacances durant l’année scolaire dans les écoles publiques.
- Les vacances de Noël, de fin décembre à début janvier (environ deux semaines).
- Les vacances de Pâques, d’une durée de deux semaines. Elles commencent au week-end avant la semaine sainte et se terminent une semaine après le dimanche de Pâques.
- Les grandes vacances, de juin à septembre. Elles commencent généralement entre le 10 et le 20 juin pour se terminer autour du 11 septembre.

### Pays-Bas

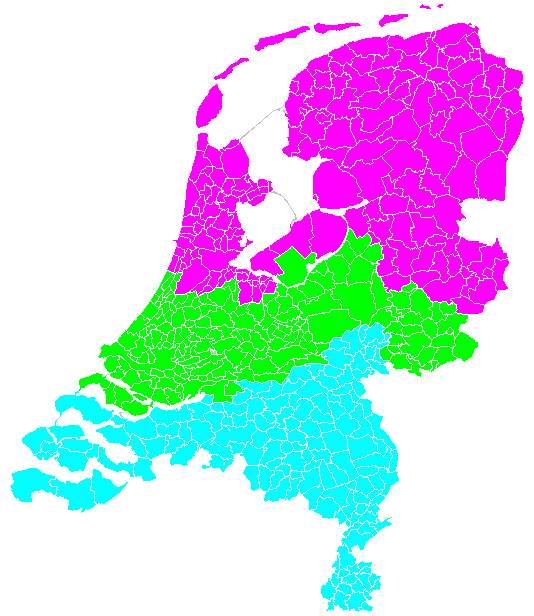
Les Pays-Bas sont divisés en trois régions scolaires.

Les Pays-Bas ont organisé les vacances par région pour réduire le trafic routier des départs et retours en vacances. Les régions sont au nombre de trois : le Nord (Noord), le Centre (Midden) et le Sud (Zuid).

### Pologne

#### Liste des vacances et jours fériés
En Pologne, toutes les écoles publiques octroient les congés suivants :
- 1er novembre : Toussaint (1 jour)
- 11 novembre : Jour de l'indépendance (1 jour)
- vacances de Noël : du réveillon de Noël ou le week-end précédent à la semaine après le jour de l'An (2 semaines)[réf. nécessaire]
- 6 janvier : Épiphanie, férié depuis 2011 (1 jour)
- vacances d’hiver : en janvier ou février, selon les régions (2 semaines)
- vacances de Pâques : du jeudi saint au mardi suivant le lundi de Pâques (5 jours)
- vacances de mai : 1er mai (Fête du Travail), 2 mai (jour du drapeau) et 3 mai (Fête de la Constitution) (3 jours)
- Fête-Dieu : 4 jours en mai ou juin (selon l’année)
- grandes vacances : généralement du dernier vendredi de juin jusqu’à fin août (2 mois)

#### Découpage en zones

La Pologne est divisée en zones scolaires uniquement pour les vacances d’hiver.

En Pologne, seules les dates des vacances d’hiver varient selon les zones scolaires ; les dates des autres vacances sont fixées au niveau national.
La Pologne est découpée selon 4 zones scolaires, regroupant les voïvodies suivantes,, :
- Basse-Silésie, Mazovie, Opole et Poméranie occidentale
- Podlachie et Varmie-Mazurie
- Lublin, Łódź, Basses-Carpates, Poméranie et Silésie
- Couïavie-Poméranie, Lubusz, Petite-Pologne, Sainte-Croix et Grande-Pologne

Chaque année, l’ordre des zones scolaires effectue un roulement, de telle sorte que ce n’est jamais la même zone qui est la première en vacances (sur une période de 4 ans).

### Royaume-Uni
Les vacances scolaires au Royaume-Uni suivent un schéma standard, avec une année scolaire de 190 jours d'enseignement, à partir du terme d'automne, mais le temps exact varie selon les pays et les comtés.[évasif]

### Suisse

#### Cas général
La Conférence suisse des directeurs cantonaux de l'instruction publique fixe elles-mêmes les dates des vacances. Dans le canton de Berne les vacances sont organisées au bon vouloir des communes. Cependant, les agglomérations et villages avoisinants calquent leurs vacances scolaires en général sur la ville la plus proche où se trouvent les établissements d'éducation Supérieure I, II et Tertiaire.

#### Fêtes religieuses
Les fêtes diverses religieuses dans les cantons à majorité religieuse précise (Protestants ou Catholiques) octroient d'autres jours de congés, Mardi Gras par exemple, étant uniquement une vacance scolaire dans les cantons catholiques. Les Tessinois sont les étudiants ayant le plus de jours de vacances en Suisse.

#### Harmonisations régionales et linguistiques
Depuis 2005, la Conférence Intercantonale de l'Instruction Publique de la Suisse romande et du Tessin a édité un mémo afin d'uniformiser les vacances scolaires dans les cantons romands pour la période entre 2005 et 2010.

### Tchéquie

Le découpage en 6 zones de la Tchéquie pour les vacances de printemps.

En République tchèque, les vacances d’été commencent à la fin de l’année scolaire vers le 30 juin et se terminent à la rentrée le 1er septembre ou peu après. Viennent ensuite les vacances d’automne : deux jours, plus le 28 octobre (date de la proclamation de la Tchécoslovaquie). Les vacances d’hiver (Noël) durent généralement du 22 décembre au 3 janvier. Il y a également un jour férié inter-semestriel le 31 janvier. Les vacances de printemps durent une semaine et peuvent avoir lieu en février ou mars, selon les régions, parfois elles se prolongent avec les vacances de Pâques (Jeudi saint, Vendredi saint et lundi de Pâques). Chaque district tchèque appartient à l’un des 6 groupes de vacances scolaires, pour lesquels les dates des vacances de printemps diffèrent, à l’exception de Prague qui est divisée en 2 zones de vacances différentes.
Il existe également des jours fériés tels que le 1er mai (journée internationale des travailleurs), le 8 mai (fin de la Seconde Guerre mondiale) et le 28 septembre (l’assassinat de Venceslas Ier, duc de Bohême et saint patron de la République tchèque). Le directeur de l’école est autorisé à ajouter jusqu’à trois jours fériés supplémentaires au cours de l’année scolaire. Les vacances scolaires sont déterminées par le ministère tchèque de l’Éducation pour chaque année scolaire et sont valables pour toutes les écoles primaires et secondaires du pays.

#### Ouvrages
- Henri Boiraud (préf. Jean Château (1908-1990)), Contribution à l'étude historique des congés et des vacances scolaires en France du Moyen Âge à 1914, Paris, J. Vrin, coll. « L'Enfant », 1971, 269 p., 23 cm (ISBN 2-7116-0077-7 et 978-2-7116-0077-9, OCLC 490044558, BNF 35370136, présentation en ligne).
- Roger H. Bleher, Université de Neuchâtel, Le problème de l'étalement des vacances (thèse de doctorat), Neuchâtel, l'Ouest-Baumann & Nicaty, 1962, 138 p., 14 × 21 cm (lire en ligne [PDF]).

#### Articles
- Y. Saada, K. Gana et A. Untas, « La durée des vacances scolaires affecte-t-elle les performances attentionnelles en classe au retour des vacances ? », Psychologie Française, vol. 55, no 3,‎ 1er septembre 2010, p. 231–242 (ISSN 0033-2984, DOI 10.1016/j.psfr.2010.07.002, lire en ligne, consulté le 1er janvier 2024)
- Ali Elguellab et Abderrahim Mirhouar, « Impacts économiques des vacances scolaires », Les Cahiers du plan,‎ 2015 (lire en ligne)
- Sandra Andreu, Pierre Conceiçao, Yann Etève et Ronan Vourc'H, « Alors que l’année de CP permet de réduire les écarts de performances entre secteurs de scolarisation, les vacances scolaires les accentuent », Direction de l'évaluation, de la prospective et de la performance,‎ 2023 (DOI 10.48464/ni-23-17, lire en ligne, consulté le 1er janvier 2024)
- Henri Boiraud, « Signification Des Vacances Scolaires », Revue française de pédagogie, no 4,‎ 1968, p. 45–49 (ISSN 0556-7807, lire en ligne, consulté le 1er janvier 2024)